# Mevlüt Erdinç
Mevlüt Erdinç, noto anche come Mevlut Erding in Francia (Saint-Claude, 25 febbraio 1987), è un ex calciatore turco con cittadinanza francese, di ruolo attaccante.

## Carriera

### Club
Erdinç è stato promosso nella prima squadra del Sochaux nella stagione 2005/06 dopo ever militato nelle giovanili.
Al suo debutto in prima squadra ha segnato il gol che ha regalato la vittoria al Sochaux in casa dell'Ajaccio. Nonostante questo buon inizio Erdinç è riuscito a guadagnare il posto da titolare solo nella stagione 2007/08, diventando anche il miglior marcatore stagionale della propria squadra con 11 gol in 28 partite.
Nella stessa stagione, il 4 ottobre 2007 ha anche esordito in Coppa UEFA in Panionios-Sochaux 0-1 subentrando al 66º minuto a Dagano.
La stagione seguente ha realizzato 12 gol in 29 partite tra cui il gol che ha permesso al Sochaux di pareggiare all'ultima giornata contro il Valenciennes e di ottenere così la salvezza.
Il 30 giugno 2009 firma un quadriennale con il Paris Saint-Germain.
Il 24 gennaio 2012 passa al Rennes.
Il 2 settembre 2013 firma un quadriennale con il Saint-Etienne.
Il 17 luglio 2015 viene ceduto a titolo definitivo all'Hannover 96.

### Nazionale
Dopo aver giocato nella Nazionale francese Under-17, Erdinç ha esordito nella Nazionale turca il 26 marzo 2008 in amichevole contro la Bielorussia (2-2), subentrando all'inizio del secondo tempo a Gökhan Ünal.
Con la Nazionale turca ha partecipato all'Europeo 2008, dove la Turchia è stata eliminata in semifinale dalla Germania, disputando 2 delle 5 le partite della sua Nazionale.

## Statistiche

### Presenze e reti nei club
Statistiche aggiornate all'11 febbraio 2021.
| Stagione             | Club                 | Campionato           | Campionato | Campionato | Coppe nazionali | Coppe nazionali | Coppe nazionali | Coppe continentali | Coppe continentali | Coppe continentali | Supercoppe | Supercoppe | Supercoppe | Totale | Totale |
| Stagione             | Club                 | Comp                 | Pres       | Reti       | Comp            | Pres            | Reti            | Comp               | Pres               | Reti               | Comp       | Pres       | Reti       | Pres   | Reti   |
| -------------------- | -------------------- | -------------------- | ---------- | ---------- | --------------- | --------------- | --------------- | ------------------ | ------------------ | ------------------ | ---------- | ---------- | ---------- | ------ | ------ |
| 2003-2004            | Sochaux              | L1                   | 0          | 0          | CF+CdL          | 0               | 0               | -                  | -                  | -                  | -          | -          | -          | 0      | 0      |
| 2004-2005            | Sochaux              | L1                   | 0          | 0          | CF+CdL          | 0               | 0               | -                  | -                  | -                  | -          | -          | -          | 0      | 0      |
| 2005-2006            | Sochaux              | L1                   | 10         | 2          | CF+CdL          | 0               | 0               | -                  | -                  | -                  | -          | -          | -          | 9      | 2      |
| 2006-2007            | Sochaux              | L1                   | 4          | 0          | CF+CdL          | 0+1             | 0               | -                  | -                  | -                  | -          | -          | -          | 5      | 0      |
| 2007-2008            | Sochaux              | L1                   | 29         | 11         | CF+CdL          | 2+1             | 0               | -                  | -                  | -                  | -          | -          | -          | 32     | 11     |
| 2008-2009            | Sochaux              | L1                   | 36         | 11         | CF+CdL          | 1+1             | 0+1             | -                  | -                  | -                  | -          | -          | -          | 38     | 12     |
| Totale Sochaux       | Totale Sochaux       | Totale Sochaux       | 78         | 24         |                 | 6               | 1               |                    | -                  | -                  |            | -          | -          | 84     | 25     |
| 2009-2010            | Paris SG             | L1                   | 31         | 15         | CF+CdL          | 6+0             | 4+0             | -                  | -                  | -                  | -          | -          | -          | 37     | 19     |
| 2010-2011            | Paris SG             | L1                   | 34         | 8          | CF+CdL          | 6+3             | 0               | UEL                | 10                 | 1                  | -          | -          | -          | 53     | 9      |
| 2011-gen. 2012       | Paris SG             | L1                   | 11         | 1          | CF+CdL          | 1+1             | 0+1             | UEL                | 6                  | 0                  | -          | -          | -          | 19     | 2      |
| Totale Paris SG      | Totale Paris SG      | Totale Paris SG      | 76         | 24         |                 | 17              | 5               |                    | 16                 | 1                  |            | -          | -          | 109    | 30     |
| gen.-giu. 2012       | Rennes               | L1                   | 12         | 4          | CF+CdL          | 2+0             | 0               | -                  | -                  | -                  | -          | -          | -          | 14     | 4      |
| 2012-2013            | Rennes               | L1                   | 32         | 10         | CF+CdL          | 1+4             | 0+3             | -                  | -                  | -                  | -          | -          | -          | 37     | 13     |
| 2013-2014            | Rennes               | L1                   | 4          | 1          | CF+CdL          | 0               | 0               | -                  | -                  | -                  | -          | -          | -          | 4      | 1      |
| Totale Rennes        | Totale Rennes        | Totale Rennes        | 48         | 15         |                 | 7               | 3               |                    | -                  | -                  |            | -          | -          | 55     | 18     |
| 2013-2014            | Saint-Etienne        | L1                   | 27         | 11         | CF+CdL          | 1+1             | 0+1             | -                  | -                  | -                  | -          | -          | -          | 29     | 12     |
| 2014-2015            | Saint-Etienne        | L1                   | 26         | 8          | CF+CdL          | 5+1             | 1+0             | UEL                | 4                  | 0                  | -          | -          | -          | 36     | 9      |
| Totale Saint-Etienne | Totale Saint-Etienne | Totale Saint-Etienne | 53         | 19         |                 | 8               | 2               |                    | 4                  | 0                  |            | -          | -          | 65     | 21     |
| 2015-gen. 2016       | Hannover             | FB                   | 11         | 0          | CF              | 2               | 0               | -                  | -                  | -                  | -          | -          | -          | 13     | 0      |
| gen. 2016-giu. 2016  | Guingamp             | L1                   | 15         | 4          | CF+CdL          | 0+1             | 0+0             | -                  | -                  | -                  | -          | -          | -          | 16     | 4      |
| 2016-2017            | Metz                 | L1                   | 24         | 6          | CF+CdL          | 1+2             | 0+0             | -                  | -                  | -                  | -          | -          | -          | 27     | 6      |
| 2017-2018            | İstanbul Başakşehir  | SL                   | 16         | 4          | TK              | 4               | 2               | UEL                | 6                  | 0                  | -          | -          | -          | 26     | 6      |
| 2018-2019            | Antalyaspor          | SL                   | 24         | 12         | TK              | 3               | 2               | -                  | -                  | -                  | -          | -          | -          | 27     | 14     |
| 2019-2020            | Fenerbahçe           | SL                   | 12         | 0          | TK              | 7               | 3               | -                  | -                  | -                  | -          | -          | -          | 19     | 3      |
| 2020-2021            | Fatih Karagümrük     | SL                   | 20         | 2          | TK              | 1               | 0               | -                  | -                  | -                  | -          | -          | -          | 21     | 2      |
| Totale               | Totale               | Totale               | 378        | 110        |                 | 59              | 18              |                    | 26                 | 1                  |            | -          | -          | 463    | 129    |

### Cronologia presenze e reti in nazionale
| Cronologia completa delle presenze e delle reti in nazionale ― Turchia | Cronologia completa delle presenze e delle reti in nazionale ― Turchia | Cronologia completa delle presenze e delle reti in nazionale ― Turchia | Cronologia completa delle presenze e delle reti in nazionale ― Turchia | Cronologia completa delle presenze e delle reti in nazionale ― Turchia | Cronologia completa delle presenze e delle reti in nazionale ― Turchia | Cronologia completa delle presenze e delle reti in nazionale ― Turchia | Cronologia completa delle presenze e delle reti in nazionale ― Turchia |
| Data                                                                   | Città                                                                  | In casa                                                                | Risultato                                                              | Ospiti                                                                 | Competizione                                                           | Reti                                                                   | Note                                                                   |
| ---------------------------------------------------------------------- | ---------------------------------------------------------------------- | ---------------------------------------------------------------------- | ---------------------------------------------------------------------- | ---------------------------------------------------------------------- | ---------------------------------------------------------------------- | ---------------------------------------------------------------------- | ---------------------------------------------------------------------- |
| 26-3-2008                                                              | Minsk                                                                  | Bielorussia                                                            | 2 – 2                                                                  | Turchia                                                                | Amichevole                                                             | -                                                                      | 46’                                                                    |
| 20-5-2008                                                              | Bielefeld                                                              | Slovacchia                                                             | 0 – 1                                                                  | Turchia                                                                | Amichevole                                                             | -                                                                      | 46’                                                                    |
| 25-5-2008                                                              | Bochum                                                                 | Turchia                                                                | 2 – 3                                                                  | Uruguay                                                                | Amichevole                                                             | -                                                                      | 86’                                                                    |
| 29-5-2008                                                              | Duisburg                                                               | Turchia                                                                | 2 – 0                                                                  | Finlandia                                                              | Amichevole                                                             | -                                                                      | 75’                                                                    |
| 7-6-2008                                                               | Ginevra                                                                | Portogallo                                                             | 2 – 0                                                                  | Turchia                                                                | Euro 2008 - 1º turno                                                   | -                                                                      | 46’                                                                    |
| 25-6-2008                                                              | Basilea                                                                | Germania                                                               | 3 – 2                                                                  | Turchia                                                                | Euro 2008 - Semifinale                                                 | -                                                                      | 81’                                                                    |
| 6-9-2008                                                               | Erevan                                                                 | Armenia                                                                | 0 – 2                                                                  | Turchia                                                                | Qual. Mondiali 2010                                                    | -                                                                      | 55’                                                                    |
| 10-9-2008                                                              | Istanbul                                                               | Turchia                                                                | 1 – 1                                                                  | Belgio                                                                 | Qual. Mondiali 2010                                                    | -                                                                      | 69’                                                                    |
| 11-10-2008                                                             | Istanbul                                                               | Turchia                                                                | 2 – 1                                                                  | Bosnia ed Erzegovina                                                   | Qual. Mondiali 2010                                                    | 1                                                                      | 79’                                                                    |
| 15-10-2008                                                             | Tallinn                                                                | Estonia                                                                | 0 – 0                                                                  | Turchia                                                                | Qual. Mondiali 2010                                                    | -                                                                      | 35’                                                                    |
| 5-6-2009                                                               | Lione                                                                  | Francia                                                                | 1 – 0                                                                  | Turchia                                                                | Amichevole                                                             | -                                                                      | 40’                                                                    |
| 3-3-2010                                                               | Istanbul                                                               | Turchia                                                                | 2 – 0                                                                  | Honduras                                                               | Amichevole                                                             | -                                                                      | 46’                                                                    |
| 11-8-2010                                                              | Istanbul                                                               | Turchia                                                                | 2 – 0                                                                  | Romania                                                                | Amichevole                                                             | -                                                                      | 46’                                                                    |
| 29-2-2012                                                              | Bursa                                                                  | Turchia                                                                | 1 – 2                                                                  | Slovacchia                                                             | Amichevole                                                             | -                                                                      | 69’                                                                    |
| 15-8-2012                                                              | Vienna                                                                 | Austria                                                                | 2 – 0                                                                  | Turchia                                                                | Amichevole                                                             | -                                                                      | 46’                                                                    |
| 7-9-2012                                                               | Amsterdam                                                              | Paesi Bassi                                                            | 2 – 0                                                                  | Turchia                                                                | Qual. Mondiali 2014                                                    | -                                                                      | 81’                                                                    |
| 12-10-2012                                                             | Istanbul                                                               | Turchia                                                                | 0 – 1                                                                  | Romania                                                                | Qual. Mondiali 2014                                                    | -                                                                      | 61’                                                                    |
| 16-10-2012                                                             | Budapest                                                               | Ungheria                                                               | 3 – 1                                                                  | Turchia                                                                | Qual. Mondiali 2014                                                    | 1                                                                      |                                                                        |
| 14-11-2012                                                             | Istanbul                                                               | Turchia                                                                | 1 – 1                                                                  | Danimarca                                                              | Amichevole                                                             | 1                                                                      | 84’                                                                    |
| 6-2-2013                                                               | Manisa                                                                 | Turchia                                                                | 0 – 2                                                                  | Rep. Ceca                                                              | Amichevole                                                             | -                                                                      | 46’                                                                    |
| 26-3-2013                                                              | Istanbul                                                               | Turchia                                                                | 1 – 1                                                                  | Ungheria                                                               | Qual. Mondiali 2014                                                    | -                                                                      | 80’                                                                    |
| 31-5-2013                                                              | Bielefeld                                                              | Turchia                                                                | 0 – 2                                                                  | Slovenia                                                               | Amichevole                                                             | -                                                                      | 76’                                                                    |
| 14-8-2013                                                              | Istanbul                                                               | Turchia                                                                | 2 – 2                                                                  | Ghana                                                                  | Amichevole                                                             | -                                                                      | 86’                                                                    |
| 10-9-2013                                                              | Bucarest                                                               | Romania                                                                | 0 – 2                                                                  | Turchia                                                                | Qual. Mondiali 2014                                                    | 1                                                                      | 84’                                                                    |
| 15-11-2013                                                             | Adana                                                                  | Turchia                                                                | 2 – 1                                                                  | Irlanda del Nord                                                       | Amichevole                                                             | 1                                                                      | 77’                                                                    |
| 19-11-2013                                                             | Mersin                                                                 | Turchia                                                                | 2 – 1                                                                  | Bielorussia                                                            | Amichevole                                                             | -                                                                      | 83’                                                                    |
| 5-3-2014                                                               | Istanbul                                                               | Turchia                                                                | 2 – 1                                                                  | Svezia                                                                 | Amichevole                                                             | 1                                                                      | 84’                                                                    |
| 25-5-2014                                                              | Dublino                                                                | Irlanda                                                                | 1 – 2                                                                  | Turchia                                                                | Amichevole                                                             | -                                                                      | 82’                                                                    |
| 29-5-2014                                                              | Washington                                                             | Honduras                                                               | 0 – 2                                                                  | Turchia                                                                | Amichevole                                                             | 1                                                                      | 46’                                                                    |
| 1-6-2014                                                               | Harrison                                                               | Stati Uniti                                                            | 2 – 1                                                                  | Turchia                                                                | Amichevole                                                             | -                                                                      | 81’                                                                    |
| 12-11-2014                                                             | Istanbul                                                               | Turchia                                                                | 0 – 4                                                                  | Brasile                                                                | Amichevole                                                             | -                                                                      | 46’                                                                    |
| 31-3-2015                                                              | Lussemburgo                                                            | Lussemburgo                                                            | 1 – 2                                                                  | Turchia                                                                | Amichevole                                                             | 1                                                                      | 46’                                                                    |
| 8-6-2015                                                               | Istanbul                                                               | Turchia                                                                | 4 – 0                                                                  | Bulgaria                                                               | Amichevole                                                             | -                                                                      | 46’                                                                    |
| 22-5-2016                                                              | Manchester                                                             | Inghilterra                                                            | 2 – 1                                                                  | Turchia                                                                | Amichevole                                                             | -                                                                      | 87’                                                                    |
| 9-10-2016                                                              | Reykjavík                                                              | Islanda                                                                | 2 – 0                                                                  | Turchia                                                                | Qual. Mondiali 2018                                                    | -                                                                      | 67’                                                                    |
| Totale                                                                 |                                                                        | Presenze                                                               | 35                                                                     |                                                                        | Reti                                                                   | 8                                                                      |                                                                        |

## Palmarès

### Club

#### Competizioni nazionali
- Coppa di Francia: 2

Sochaux: 2006-2007
Paris Saint-Germain: 2009-2010

### Nazionale
- Campionato d'Europa Under-17: 1

Francia Under-17: 2004
- UEFA-CAF Meridian Cup: 1

Francia Under-17: 2005

### Individuale
- Capocannoniere della Coupe de la Ligue: 1

2012-2013 (3 reti)